# 米歇尔·安德里厄
米歇尔·安德里厄（法語：Michel Andrieux，1967年4月28日—），法国男子赛艇运动员。他曾代表法国参加1992年、1996年和2000年夏季奥林匹克运动会赛艇比赛，共获得一枚金牌和一枚铜牌。